# Sh (диграф)
Sh — диграф, який використовується в орфографії кількох мов, що використовують латинське письмо.

## Вимова
В англійській, албанській, окситанській і латинській мовах, а також в сомалійській та уйгурській абетках латиницею диграф sh позначає глухий заясенний фрикативний звук [ʃ] (англ. sheep — [ʃiːp]; алб. shtëpi — [ʃtəˈpi]; окс. peish, naishença — [ˈpeʃ, naˈʃensɔ]).
В узбецькій мові для розрізнення звука [ʃ] і послідовності звуків [s]+[h] використовується прямий апостроф: запис sh позначає звук [ʃ], а запис s'h — поєднання окремих звуків.
В ірландській мові цей диграф позначає або глухий гортанний фрикативний звук [h], або веляризованний звук [s] (ірл. mo shaol — [mə heːɫ]).
В бретонській мові диграф позначає глухий ясенний фрикативний звук [s].